# Keldysh bomber
Keldysh bomber là một thiết kế phương tiện bay dưới quỹ đạo động cơ tên lửa của Liên Xô, dựa trên những nghiên cứu của Eugen Sänger và Irene Bredt khi thực hiện dự án Silbervogel.

## Phát triển
Trong những tuần cuối cùng của World War II, các nghiên cứu của người Đức tại Peenemünde đã được tình báo Liên Xô điều tra, trong số đó có tổng công trình sư chế tạo động cơ tên lửa Alexey Isayev, người đã tìm thấy bản sao của báo cáo của Sänger và Bredt. Sau đó các kỹ sư tên lửa Liên Xô đã tiến hành dịch tài liệu và chuyển trực tiếp cho Stalin.
Tháng Mười một năm 1946, Viện nghiên cứu NII-1 NKAP đã được thành lập với sự lãnh đạo của nhà toán học Mstislav Vsevolodovich Keldysh nhằm nghiên cứu và phát triển công nghệ dựa trên thiết kế của Sänger–Bredt. Năm 1947, nghiên cứu chỉ ra rằng mức tiêu thụ nhiên liệu cao trong thiết kế tên lửa của Sänger khiến ý tưởng này không thể thực hiện trong thời gian ngắn. 95% khối lượng ban đầu của phương tiện bay sẽ là khối lượng nhiên liệu đẩy. Tuy nhiên, sử dụng đường ray trượt cùng với động cơ tên lửa khởi tốc để đẩy để cất cánh và động cơ ramjet để duy trì sẽ là phù hợp. Tuy nhiên, sử dụng động cơ tên lửa để cất cánh và động cơ ramjet để gia tốc sẽ có độ hiệu quả lớn hơn so với nguyên mẫu của Sänger và Bredt và có thể cung cấp thêm cho máy bay 22% trọng tải vô ích và vẫn đạt được vận tốc 5 km/s trên phạm vi 12.000 km. Tên lửa đẩy khi cất cánh sử dụng năm trong số sáu động cơ tên lửa RKDS-100, sử dụng nhiên liệu LOX/Kerosene và trên đỉnh của tên lửa đẩy sẽ là máy bay ném bom, với tổng lực đẩy đạt 5 đến 6 MN trên quãng đường 3 km ray cất cánh. Sau khi gia tốc 5 g trong khoảng 10 đến 11 s, tên lửa đạt vận tốc 500 m/s, phương tiện bay sẽ tách ra và cất cánh, nó sẽ sử dụng một động cơ RKDS-100 cung cấp khoảng 1 MN lực đẩy, nhưng giờ sẽ được bổ trợ thêm lực đẩy nhờ hai động cơ ramjet gắn ở hai đầu cánh. Sau khi đạt đến độ cao 60.000 ft, vận tốc Mach 3 và tách bỏ động cơ ramjet, động cơ tên lửa vẫn còn hoạt động khi đó sẽ giúp phương tiện bay rởi khỏi bầu khí quyển, và du hành dưới quỹ đạo. Người ta cho rằng các phát triển của phương tiện bay này phải đến giữa những năm 1950 mới có thể triển khai trên thực tế nhưng đến lúc này, thiết kế của Keldysh đã trở nên lỗi thời trước các thiết kế khác tiên tiến hơn. Tuy nhiên, công việc nghiên cứu đã là tiền đề cho các tên lửa hành trình động cơ ramjet như EKR, MKR, Buran, và Burya. Tuy nhiên khi Burya đạt đến giai đoạn bay thử nghiệm, thì đã đến thời của loại ICBM mạnh hơn rất nhiều là R-7.

## Cấu hình
- Phương tiện bay 100 tấn có khả năng gia tốc đến 500 m/s chạy đà trên đường ray nhờ 6 động cơ tên lửa RKDS-100 với tổng lực đẩy 600 tấn. Vận tốc đủ để tách động cơ khởi tốc đạt được sau 11 giây kích hoạt động cơ.
- Sau khi tách khỏi đường ray, máy bay tiếp tục leo cao nhờ động cơ chính RKDS-100 và hai động cơ ramjet gắn ở hai đầu mút cánh, giúp nó gia tốc đến độ cao 20 km và đạt tốc độ lớn hơn Mach 3.
- Tên lửa sẽ có khả năng tiếp tục hoạt động sau khi động cơ ramjet đã hết nhiên liệu trên độ cao lớn; đạt xung lực đẩy riêng 285 giây, lực đẩy 100 tấn, và sử dụng chất đẩy là liquid oxygen/kerosene.

## Đặc tính kỹ thuật

### Đặc tính chung
- Loại: Máy bay ném bom dưới quỹ đạo
- Khối lượng phóng: 100000 kg
- Tổng chiều dài: 28 m
- Phóng từ: Rocket
- Tình trạng: Đã hủy bỏ

### Động cơ đẩy khởi tốc
- Động cơ: 5/6 × RKDS-100
- Dài: 14 m (45 ft)
- Đường kính: 3,6 m (11,8 ft)
- Lực đẩy: 5880 kN (1321870 lbF )
- Oxidizer: LOx
- Combustible: Kerosene

### Keldysh bomber (Tầng 1)
- Động cơ: 1 × RKDS-100, 2 × động cơ ramjet
- Tốc độ : Mach 3
- Tầm hoạt động: 12000 km
- Độ cao bay:
- Đầu đạn:
- Dài: 28 m
- Đường kính: 3,6 m
- Sải cánh: 15 m
- Diện tích cánh: 126 m²